# Diocèse de Zacatecas
Le diocèse de Zacatecas (en latin : Dioecesis Zacatecensis ; en espagnol : Diócesis de Zacatecas) est un diocèse de l'Église catholique du Mexique, suffragant de l'archidiocèse de San Luis Potosí.

## Territoire

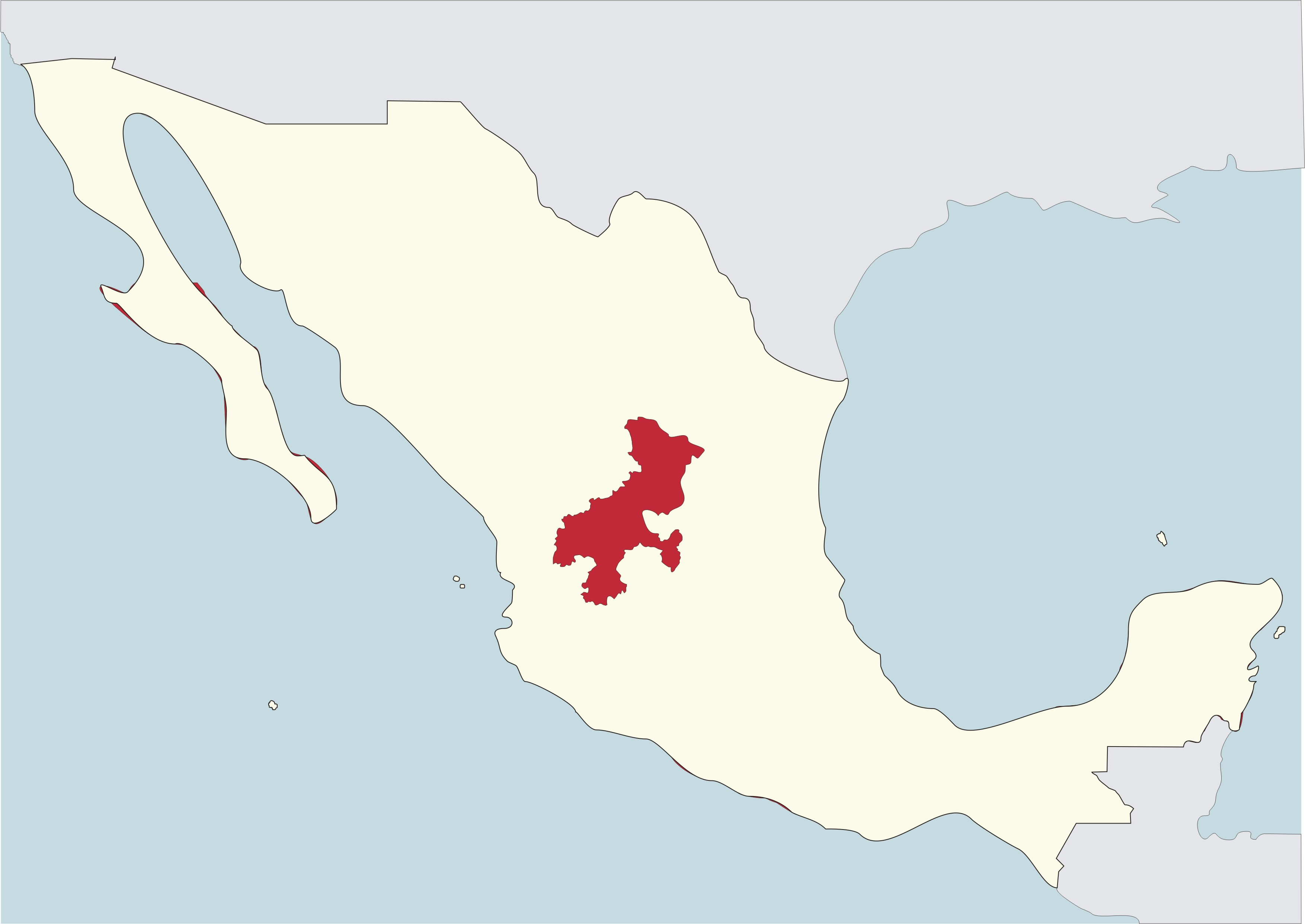
Le diocèse de Zacatecas en rouge sur la carte du Mexique

Il comprend 48 des 58 municipalités de l'État de Zacatecas et les municipalités de Colotlán, Huejúcar, Huejuquilla el Alto, Mezquitic et Santa María de los Ángeles de l'État de Jalisco.
Il possède un territoire d'une superficie de 59 015 km2 divisé en 112 paroisses. Le siège épiscopal est dans la ville de Zacatecas où se trouve la cathédrale Notre-Dame-de-l'Assomption.

## Historique
Le diocèse est érigé le 26 janvier 1863 par la bulle Ad Universam Agri Dominici du pape Pie IX, recevant son territoire du diocèse de Guadalajara qui est élevé le même jour au rang d'archidiocèse, ainsi que d'une petite partie du diocèse de San Luis Potosí.
Il cède une portion de son territoire le 13 janvier 1962 pour l'érection de la prélature territoriale de Jesús María.
Nommé suffragant de l'archidiocèse de Guadalajara lors de sa création, il intègre la province ecclésiastique de San Luis Potosí le 25 novembre 2006.

## Évêques
- Ignacio Mateo Guerra y Alba (19 mars 1863 - 7 juin 1871)
- José Maríe del Refugio Guerra y Alva (29 juillet 1872 - 1888), nommé évêque de Tlaxcala
- Buenaventura del Purísimo Corazón de María Portillo y Tejeda, O.F.M (27 mai 1889 - 19 juin 1899)
- José Guadalupe de Jesús de Alba y Franco, O.F.M (14 décembre 1899 - 11 juillet 1910)
- Miguel María de la Mora y Mora (9 février 1911 - 24 février 1922), nommé évêque de San Luis Potosí
- Ignacio Placencia y Moreira (27 octobre 1922 - 5 décembre 1951)
- Francisco Javier Nuño y Guerrero (5 décembre 1951 - 18 décembre 1954), nommé coadjuteur de Guadalajara
- Antonio López Aviña (21 juin 1955 - 14 décembre 1961), nommé archevêque de Durango
- Adalberto Almeida y Merino (14 avril 1962 - 24 août 1969), nommé archevêque de Chihuahua
- José Pablo Rovalo Azcué, S.M (18 mai 1970 - 15 juillet 1972)
- Rafael Muñoz Núñez (20 juillet 1972 - 1er juin 1984), nommé évêque d'Aguascalientes
- Javier Lozano Barragán (28 octobre 1984 - 31 octobre 1996)
  - Sede vacante
- Fernando Mario Chávez Ruvalcaba (20 janvier 1999 - 8 octobre 2008)
- José Carlos Cabrero Romero (8 octobre 2008 - 3 avril 2012), nommé archevêque de San Luis Potosí
- Sigifredo Noriega Barceló, depuis le 2 août 2012